# Halichondria arenosa
Halichondria arenosa är en svampdjursart som beskrevs av Jörn Hentschel 1929. Halichondria arenosa ingår i släktet Halichondria och familjen Halichondriidae.
Artens utbredningsområde är Norra Ishavet. Inga underarter finns listade i Catalogue of Life.